# Брахманпара
Брахманпара (бенг. ব্রাহ্মণপাড়া, англ. Brahmanpara) — город на юго-востоке Бангладеш, административный центр одноимённого подокруга. Площадь города равна 1,97 км². По данным переписи 2001 года, в городе проживало 3059 человек, из которых мужчины составляли 53,42 %, женщины — соответственно 46,58 %. Плотность населения равнялась 1553 чел. на 1 км². Уровень грамотности населения составлял 41 % (при среднем по Бангладеш показателе 43,1 %). 